# Nao 't zuuje (nummer)
"Nao 't zuuje" is een nummer van de Nederlandse presentator en zanger Lex Uiting. Op 12 februari 2017 werd het nummer uitgebracht als single.

## Achtergrond
"Nao 't zuuje", geschreven door Uiting zelf, is gezongen in het Limburgse overgangsdialect Venloos, en wordt naar het Nederlands vertaald als "Naar het zuiden". Uiting schreef het nummer naar aanleiding van zijn benoeming tot Prins Carnaval in zijn geboortestad Venlo in 2017. Het nummer werd tevens gebruikt in de gelijknamige documentaire uit 2018 van Uiting, regisseur Rob Hodselmans en producent Pieter Kuijpers over de vastelaovend in Venlo.
In de videoclip van "Nao 't zuuje" zijn beelden te zien uit de documentaire. Uiting reist met de trein naar Venlo, waar hij wordt aangekondigd als Prins Carnaval. Aan het eind zingt hij het nummer met zijn adjudanten, Martijn Peters en zijn broer Dick Uiting. Het nummer behaalde geen landelijke hitlijsten en kwam slechts op de achttiende plaats van de tiplijst van de Single Top 100 terecht. In 2018 werd er in Venlo campagne gevoerd om het nummer in de Radio 2 Top 2000 te krijgen. Kort voor de start van de uitzending van de lijst werd in het praatprogramma RTL Late Night met Twan Huys bekendgemaakt dat de campagne succesvol is gebleken en het nummer op plaats 1214 de lijst binnenkwam.

## NPO Radio 2 Top 2000
| Nummer met noteringen in de NPO Radio 2 Top 2000 | '18  | '19 | '20 | '21 | '22 | '23 | '24 |
| ------------------------------------------------ | ---- | --- | --- | --- | --- | --- | --- |
| Nao 't zuuje                                     | 1214 | 626 | 405 | 388 | 527 | 499 | 588 |

1. ↑  Een vetgedrukt getal geeft de hoogste notering aan.
2. ↑  2018 was het eerste jaar met een notering voor dit nummer.